# Ixora rubrinervis
Ixora rubrinervis är en måreväxtart som beskrevs av Cornelis Eliza Bertus Bremekamp. Ixora rubrinervis ingår i släktet Ixora och familjen måreväxter. Inga underarter finns listade i Catalogue of Life.